# 11 Leonis
11 Leonis är en gulvit stjärna i stjärnbilden Lejonet.
11 Leonis har visuell magnitud +6,61 och kräver fältkikare för att kunna observeras. Den befinner sig på ett avstånd av ungefär 320 ljusår.